# Fenyang
Fenyang (汾阳市S, Fényáng ShìP) è una città-contea della Cina, situata nella provincia dello Shanxi e amministrata dalla prefettura di Lüliang.